# Liste der Baudenkmäler in Forstenried
Auf dieser Seite sind die Baudenkmäler im Münchner Stadtteil Forstenried im Stadtbezirk 19 Thalkirchen-Obersendling-Forstenried-Fürstenried-Solln aufgelistet. Zu diesen Baudenkmälern gibt es auch eine Bildersammlung und ein Fotoalbum mit ausgewählten Bildern.
Diese Liste ist Teil der Liste der Baudenkmäler in München. Grundlage ist die Bayerische Denkmalliste, die auf Basis des bayerischen Denkmalschutzgesetzes vom 1. Oktober 1973 erstmals erstellt wurde und seither durch das Bayerische Landesamt für Denkmalpflege geführt und aktualisiert wird. Die folgenden Angaben ersetzen nicht die rechtsverbindliche Auskunft der Denkmalschutzbehörde.

## Ensembles
- Ensemble Ehemaliger Ortskern Forstenried (E-1-62-000-15):

Das im ausgehenden 12. Jahrhundert zur Pfarrei erhobene Dorf Forstenried zeichnet sich nicht nur durch die aus dem 15. Jahrhundert stammende Kirche Heilig Kreuz, sondern auch durch einen größeren Bestand bäuerlicher Anwesen aus dem 18. und 19. Jahrhundert aus, die zusammen die Erinnerung an das ehemals charakteristische, dörfliche Raumbild wachhalten.

## Einzelbauwerke
| Lage                                    | Objekt                  | Beschreibung | Akten-Nr.                | Bild                |
| --------------------------------------- | ----------------------- | --- | ------------------------ | ------------------- |
| Forstenrieder Allee 175 (Standort)      | Volksschule             | zweigeschossiger Sattel- und Krüppelwalmdachbau, 1860, 1895 erweitert | D-1-62-000-1731 Wikidata | weitere Bilder      |
| Forstenrieder Allee 179 (Standort)      | Derzbachhof             | Ehemaliges Bauernhaus, Wohnteil mit Blockbauobergeschoss, zum Teil verschalt, Giebel vorkragend, 1751 | D-1-62-000-1732 Wikidata | weitere Bilder      |
| Forstenrieder Allee 180a (Standort)     | Heilig Kreuz            | Katholische Pfarrkirche, spätgotischer Bau des 15. Jahrhunderts, 1672 umgestaltet, Turm, eingezogener Chor; mit Ausstattung; Friedhof mit Grabsteinen, um die Kirche. | D-1-62-000-1734          | weitere Bilder      |
| Forstenrieder Allee 182 (Standort)      | Forsthaus Forstenried   | zweigeschossiger Pyramidendachbau, Putzfassade mit Eckrustika und Rundbogenportal, barock, 1725–26 | D-1-62-000-1735 Wikidata | weitere Bilder      |
| Forstenrieder Allee 184 (Standort)      | Kriegerdenkmal          | zwei querrechteckige Steinstelen mit Aufschriften um zentrale Stele mit zwei Soldaten, 1922 | D-1-62-000-1736 Wikidata | weitere Bilder      |
| Forstenrieder Allee 186 (Standort)      | Wohn- und Geschäftshaus | zweigeschossiger Satteldachbau, im Kern 19. Jahrhundert, Umbau 1936 | D-1-62-000-1737 Wikidata | weitere Bilder      |
| Forstenrieder Allee 187 (Standort)      | Gasthof Alter Wirt      | stattlicher zweigeschossiger Halbwalmdachbau, um 1800 | D-1-62-000-1738 Wikidata | weitere Bilder      |
| Forstenrieder Allee 191 (Standort)      | Ehemaliges Bauernhaus   | zweigeschossiger Satteldachbau mit weitem Dachüberstand, 18./19. Jahrhundert | D-1-62-000-1739 Wikidata | weitere Bilder      |
| Forstenrieder Allee 192 (Standort)      | Gasthof zur Post        | zweigeschossiger Krüppelwalmdachbau, traufseitig, mit zentralem Zwerchhaus und Holzbalkon, im Heimatstil, 1879 | D-1-62-000-1740 Wikidata | weitere Bilder      |
| Forstenrieder Allee 193 (Standort)      | Wohnhaus                | mit Schopfwalm, historisierend, 1906 von Anton Ley (Baierbrunn) | D-1-62-000-1741 Wikidata | weitere Bilder      |
| Forstenrieder Allee 226 (Standort)      | Bauernhaus              | zweigeschossiger Satteldachbau, 2. Hälfte 19. Jahrhundert, 1999 verändert | D-1-62-000-1742 Wikidata | weitere Bilder      |
| Forstenrieder Allee 230 (Standort)      | Bauernhaus              | eingeschossiger Satteldachbau mit weitem Dachüberstand, im Kern spätes 19. Jahrhundert | D-1-62-000-1743 Wikidata | weitere Bilder      |
| Forstenrieder Allee 250 (Standort)      | Landhaus                | eingeschossiger Putzbau mit hohem Walmdach und zwerchhausartigen Gauben, breitem Standerker über segmentbogigem Grundriss sowie polygonaler Glasveranda mit Zeltdach, in Heimatstilformen, vom Architekten Bayer, 1922; Toranlage aus Stampfbeton, vom Baugeschäft Conrad Koch und Anton Hofer, 1925 | D-1-62-000-11049         | Landhaus            |
| Forstenrieder Allee 327 (Standort)      | Forsthaus Hubertus      | im Ortsteil Unterdill, eingeschossiger Walmdachbau auf winkelförmigem Grundriss, historisierend, um 1925; mit Ausstattung | D-1-62-000-7125 Wikidata | weitere Bilder      |
| Liesl-Karlstadt-Straße 1 (Standort)     | Wohn- und Geschäftshaus | barockisierend, mit Schweifgiebel, 1905 von Anton Häusler | D-1-62-000-3921 Wikidata | weitere Bilder      |
| Liesl-Karlstadt-Straße 8a/8b (Standort) | Ländliches Wohnhaus     | ehemaliges Wohnstallhaus, zweigeschossiger Flachsatteldachbau, 1. Hälfte 19. Jahrhundert, Stallteil mit höherem First, 1920 erneuert | D-1-62-000-3922 Wikidata | Ländliches Wohnhaus |
| Mindelheimer Straße 3 (Standort)        | Haus Wirsing            | Einfamilienhaus mit Architekturbüro, langgestreckter Flachdach-Bungalow im Stil der klassischen Moderne, konsequente Längsteilung des Baukörpers in den straßenseitigen Arbeits- und gartenseitigen Wohnbereich, Füllung der mit Stahlstützen aufgelösten Außenwände durch Holz- bzw. Fensterelemente; 1956–57 von den Architekten Grete und Werner Wirsing für sich selbst errichtet; die Südfront mit Hofausbildung zum anschließenden Garten; mit Garage und Einfriedung. | D-1-62-000-7954 Wikidata | weitere Bilder      |

## Ehemalige Baudenkmäler
In diesem Abschnitt sind Objekte aufgeführt, die früher einmal in der Denkmalliste eingetragen waren, jetzt aber nicht mehr. Objekte, die in anderem Zusammenhang also z. B. als Teil eines Baudenkmals weiter eingetragen sind, sollen hier nicht aufgeführt werden. Aktennummern in diesem Abschnitt sind ehemalige, jetzt nicht mehr gültige Aktennummern.

| Lage                               | Objekt     | Beschreibung                                                 | Akten-Nr.                | Bild           |
| ---------------------------------- | ---------- | ------------------------------------------------------------ | ------------------------ | -------------- |
| Forstenrieder Allee 180 (Standort) | Pfarrhaus  | wegen fehlender Aussagekraft aus der Denkmalliste gestrichen | D-1-62-000-1733 Wikidata | weitere Bilder |
| Herterichstraße 174 (Standort)     | Bauernhaus | 1874 errichtet; 2011 aus der Denkmalliste gestrichen         |                          | Bauernhaus     |